# John Logie Baird
John Logie Baird (Helensburgh, Escòcia, 13 d'agost de 1888 - Bexhill, Sussex, 14 de juny de 1946) fou un enginyer escocès especialment vinculat al món de la televisió. Fou el primer a aconseguir imatges televisives en moviment i una companyia de la seva creació fou pionera en la difusió de senyal televisiu.
Baird va néixer a Helensburgh (Escòcia) i va estudiar al West of Scotland Technical College (actualment forma part de la Universitat de Strathclyde); i a la Universitat de Glasgow. Els seus estudis foren interromputs per la primera Guerra Mundial i, tot i que mai va acabar-los, mentrestant fou capaç d'inventar un dels primers televisors electromecànics, dels que efectuà la primera demostració pública de televisió en una botiga de Londres utilitzant un captador per disc de Nipkov. En l'actualitat podem trobar una reproducció d'aquest televisor electromecànic creat per l'escocès al Museu de la Ciència de Londres.
Posteriorment, durant l'any 1927, Baird va aconseguir transmetre satisfactòriament un senyal entre Londres i Glasgow. Aquest èxit el va motivar a crear la Baird Television Development Company Ltd, una companyia dedicada a la difusió de senyals de telecomunicacions i que entre els anys 1929 i 1937 va difondre el senyal de la BBC. El 1928 efectua les primeres proves de televisió en color, mostrant una imatge de Paddy Naismith. L'any 1944, dos anys abans de la seva mort, Baird va desenvolupar el tub de Telecrom, el precedent de la televisió en colors.
La BBC i també d'altres clients varen deixar d'usar els sistemes de Baird perquè es basaven en sistemes electromecànics que foren superats per nous mètodes basats en components electrònics (com les de Vladimir Zworykin i les de Philo Farnsworth). Així progressivament els serveis oferts per la seva companyia van ser coberts per la companyia EMI-Marconi que feia servir, entre d'altres, les patents de Vladimir Zworykin i RCA.
Des d'un laboratori de Londres, el 26 de gener del 1926 un noi de Helensburg (Escòcia) va aconseguir emetre les primeres imatges sortides d'un aparell de televisió, que mostraven la gravació d'un amic de la seva oficina.
Baird va morir a Bexhill-on-Sea (Anglaterra) el 14 de juny del 1946, per un accident cerebrovascular.

## Experiments televisius
A principis de 1923, i amb mala salut, Baird es va traslladar a 21 Linton Crescent, Hastings, a la costa sud d'Anglaterra. Més tard va llogar un taller al Queen's Arcade de la ciutat. Baird va construir el que s'havia de convertir en el primer televisor en funcionament del món utilitzant articles que incloïen una capsa de barret antiga i un parell de tisores, unes agulles de sargir, unes quantes lents de llum de bicicleta, un cofre de te usat i cera i cola de segellat que va comprar. El febrer de 1924, va demostrar al Radio Times que un sistema de televisió analògic semi-mecànic era possible mitjançant la transmissió d'imatges de silueta en moviment. El juliol del mateix any, va rebre una descàrrega elèctrica de 1.000 volts però va sobreviure només amb una mà cremada però, com a resultat, el seu propietari, el senyor Tree, li va demanar que desocupés el local. Poc després d'arribar a Londres, buscant publicitat, Baird va visitar el diari Daily Express per promocionar el seu invent. L'editor de notícies estava aterrit i un dels seus membres el va citar dient: «Per l'amor de Déu, baixa a la recepció i desfes-te d'un boig que hi ha allà baix. Diu que té una màquina per veure sense fil! Mira'l... pot tenir una navalla a sobre».
En aquests intents de desenvolupar un sistema de televisió que funcioni, Baird va experimentar amb el disc de Nipkow. Paul Gottlieb Nipkow havia inventat aquest sistema d'escaneig el 1884. L'historiador de la televisió Albert Abramson anomena la patent de Nipkow la patent mestra de la televisió. El treball de Nipkow és important perquè Baird, seguit de molts altres, va optar per convertir-lo en un mitjà de difusió.

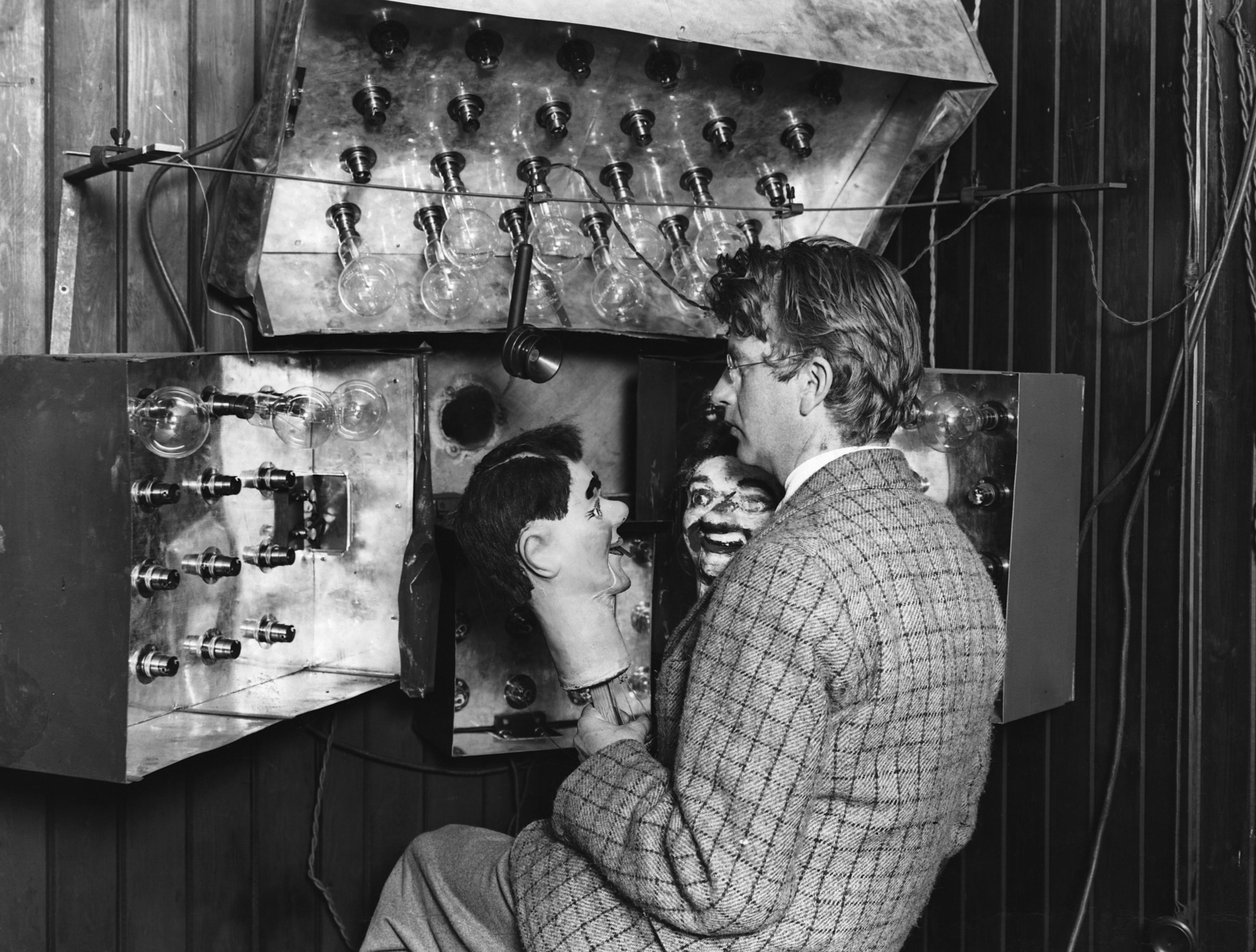
Baird el 1926 amb el seu equip de televisió i maniquins James i Stooky Bill

Al seu laboratori el 2 d'octubre de 1925, Baird va transmetre amb èxit la primera imatge de televisió amb una imatge en escala de grisos: el cap d'un maniquí d'un ventríloc sobrenomenat Stooky Bill en una imatge escanejada verticalment de 32 línies, a cinc imatges per segon. Baird va baixar les escales i va buscar un treballador d'oficina, William Edward Taynton, de 20 anys, per veure com seria una cara humana, i Taynton es va convertir en la primera persona a ser televisada en una gamma tonal completa.
El juny de 1924, Baird havia comprat a Cyril Frank Elwell una cèl·lula de sulfur de tal·li (thalofur), desenvolupada per Theodore Case als EUA. La cèl·lula Thalofide formava part de la nova tecnologia important de les imatges parlants. La implementació pionera de Baird d'aquesta cèl·lula va permetre a Baird ser la primera persona a produir una imatge de televisió en directe, en moviment, en escala de grisos a partir de la llum reflectida. Baird ho va aconseguir, on altres inventors havien fracassat, aplicant dos mètodes únics a la cel·la Case. Ho va aconseguir millorant el condicionament del senyal de la cèl·lula, mitjançant l'optimització de la temperatura (refrigeració) i el seu propi amplificador de vídeo dissenyat a mida.

### Primeres manifestacions públiques
Baird va fer la primera demostració pública d'imatges de silueta en moviment per televisió als grans magatzems Selfridges de Londres en una sèrie de demostracions de tres setmanes que van començar el 25 de març de 1925.
El 26 de gener de 1926, Baird va fer la primera demostració pública d'imatges de televisió reals per als membres de la Royal Institution i un periodista del Times al seu laboratori al 22 de Frith Street al districte de Soho de Londres, on ara es troba el Bar Italia. Baird va utilitzar inicialment una velocitat d'escaneig de 5 imatges per segon, millorant-la a 12,5 imatges per segon cap al 1927. Va ser la primera demostració d'un sistema de televisió que podia escanejar i mostrar imatges en moviment en directe amb graduació tonal.

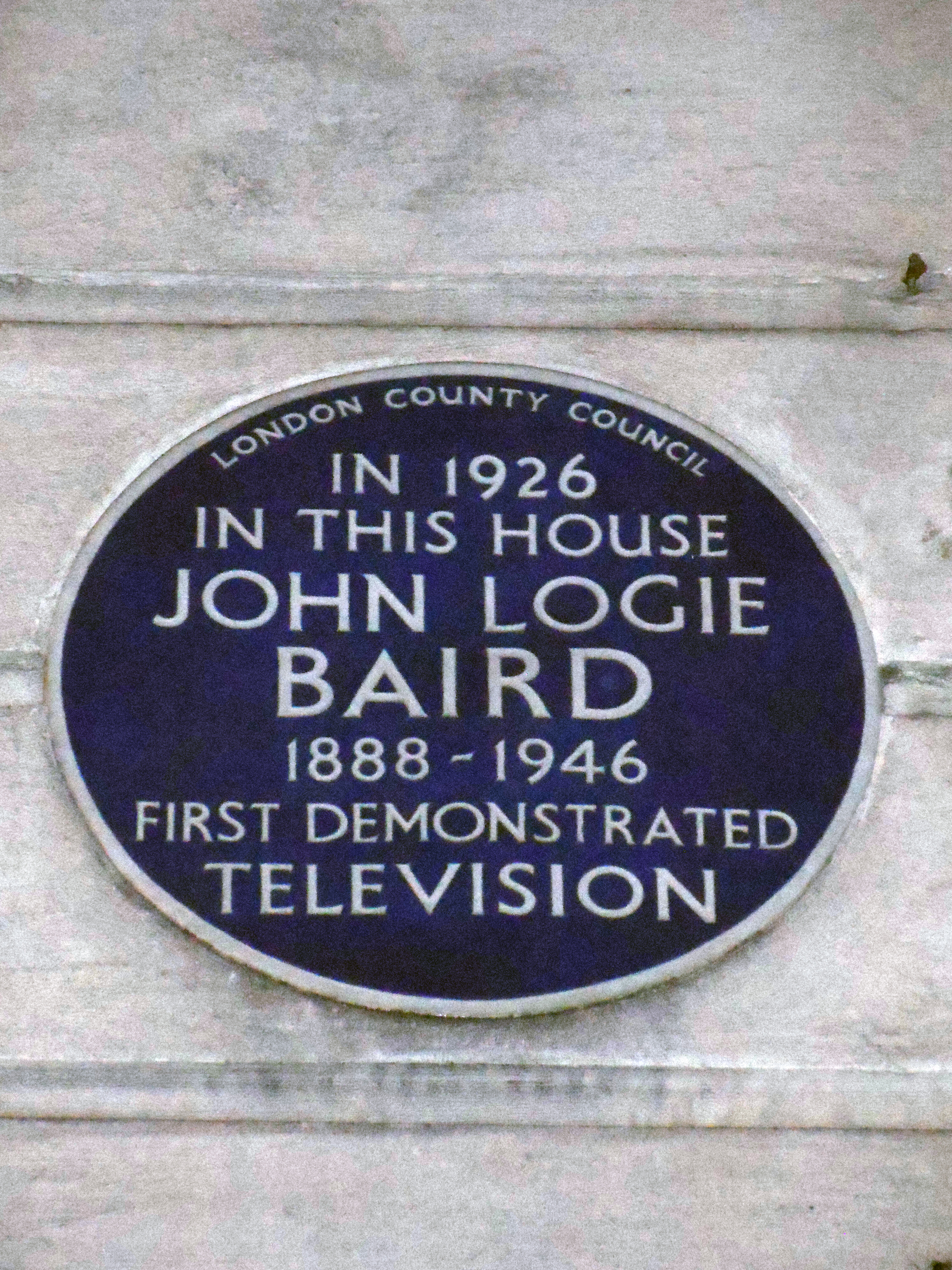
Placa blava que marca la primera demostració de televisió de Baird al 22 Frith Street, Westminster, W1, Londres

Va demostrar la primera transmissió de color del món el 3 de juliol de 1928, utilitzant discos d'escaneig als extrems de transmissió i recepció amb tres espirals d'obertura, cada espiral amb un filtre d'un color primari diferent; i tres fonts de llum a l'extrem receptor, amb un commutador per alternar la seva il·luminació. Aquell mateix any també va fer una demostració de televisió estereoscòpica.

### Transmissió
El 1927, Baird va transmetre un senyal de televisió de llarga distància més de sobre 705 km de línia telefònica entre Londres i Glasgow; Baird va transmetre les primeres imatges de televisió de llarga distància del món al Central Hotel de l'estació central de Glasgow. Aquesta transmissió va ser la resposta de Baird a una transmissió de 225 milles i llarga distància entre estacions dels laboratoris AT&T Bell. Les estacions de Bell estaven a Nova York i Washington, DC. La retransmissió anterior va tenir lloc l'abril de 1927, un mes abans de la prova de Baird.

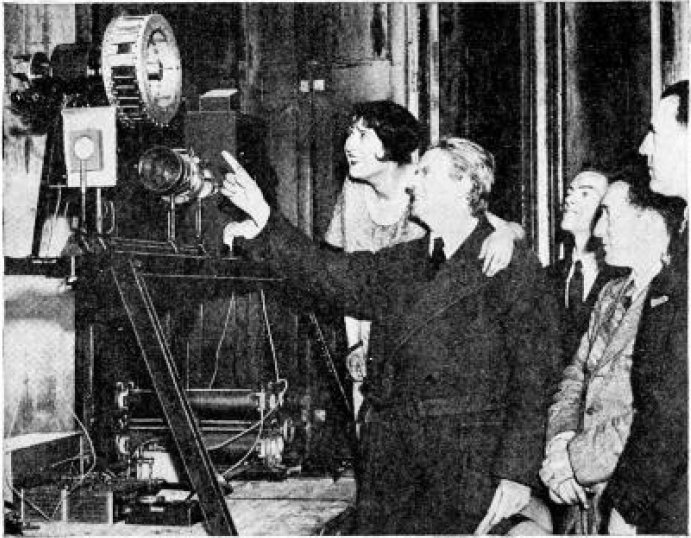
Baird demostrant el seu sistema de televisió mecànic a Nova York, 1931

Baird va fundar la Baird Television Development Company Ltd, que el 1928 va fer la primera transmissió de televisió transatlàntica, de Londres a Hartsdale, Nova York, i el 1929 els primers programes de televisió transmesos oficialment per la BBC. El novembre de 1929, Baird i Bernard Natan van establir la primera companyia de televisió de França, Télévision-Baird-Natan. Emès a la BBC el 14 de juliol de 1930, The Man with the Flower in His Mouth va ser el primer drama que es va mostrar a la televisió britànica. La BBC va transmetre la primera emissió exterior en directe de Baird amb la televisió de The Derby el 1931. Va demostrar un sistema de televisió de teatre, amb una pantalla de 60 cm per 150 cm, el 1930 al London Coliseum, Berlín, París i Estocolm. El 1939 havia millorat la seva projecció al teatre per televisar un partit de boxa en una pantalla de 4,6 m per 3,7 m.
De 1929 a 1935, els transmissors de la BBC es van utilitzar per emetre programes de televisió mitjançant el sistema Baird de 30 línies, i de 1932 a 1935 la BBC també va produir els programes al seu propi estudi, primer a Broadcasting House i després al número 16 de Portland Place. A més, a partir de 1933 Baird i la Baird Company estaven produint i emetent un petit nombre de programes de televisió independents de la BBC des dels estudis i emissores de Baird al Crystal Palace al sud de Londres.
El 2 de novembre de 1936, des de l'Alexandra Palace situat al terreny alt del nord de Londres, la BBC va començar a alternar les transmissions de Baird de 240 línies amb el sistema d'escaneig electrònic d’EMI, que recentment s'havia millorat a 405 línies després d'una fusió amb Marconi. El sistema Baird d'aleshores implicava un procés de pel·lícula intermedi, on el metratge es va rodar en cinefilm, que es va desenvolupar i escanejar ràpidament.
La prova havia de durar 6 mesos, però la BBC va cessar les emissions amb el sistema Baird el febrer de 1937, en part a causa d'un incendi desastrós a les instal·lacions de Baird al Crystal Palace. A la BBC s'estava fent evident que el sistema Baird finalment fallaria a causa, en gran part, de la manca de mobilitat de les càmeres del sistema Baird, amb els seus tancs de desenvolupament, mànegues i cables. Comercialment, els contemporanis de Baird, com George William Walton i William Stephenson, van tenir més èxit, ja que les seves patents van recolzar el primer sistema de televisió utilitzat per Scophony Limited, que va operar a Gran Bretanya fins a la Segona Guerra Mundial i després als EUA. «De totes les tècniques de televisió electromecàniques inventades i desenvolupades a mitjans dels anys 30, la tecnologia coneguda com Scophony no tenia rival en termes de rendiment tècnic». El 1948 Scophony va adquirir John Logie Baird Ltd.
Els sistemes de televisió de Baird van ser substituïts pel primer sistema de televisió totalment electrònic desenvolupat per la recentment creada empresa EMI- Marconi sota Sir Isaac Shoenberg, que va dirigir un grup de recerca que va desenvolupar un tub de càmera avançat (l'Emitrón) i un càtode de buit dur relativament eficient. tub de raigs per al receptor de televisió. La càmera electrònica Image Dissector de Philo T. Farnsworth estava disponible per a l'empresa de Baird mitjançant un acord de compartició de patents. No obstant això, es va trobar que la càmera Image Dissector no tenia sensibilitat a la llum i requeria nivells excessius d'il·luminació. L'empresa Baird va utilitzar els tubs de Farnsworth en lloc d'escanejar pel·lícules cinematogràfiques, amb la qual cosa van resultar útils tot i que propensos a abandonar els estudis i altres problemes. El mateix Farnsworth va arribar a Londres als laboratoris de Baird Crystal Palace el 1936 però no va poder resoldre completament el problema; l'incendi que va arrasar el Crystal Palace més tard aquell any va dificultar encara més la capacitat de competir de l'empresa Baird.

### Totalment electrònic

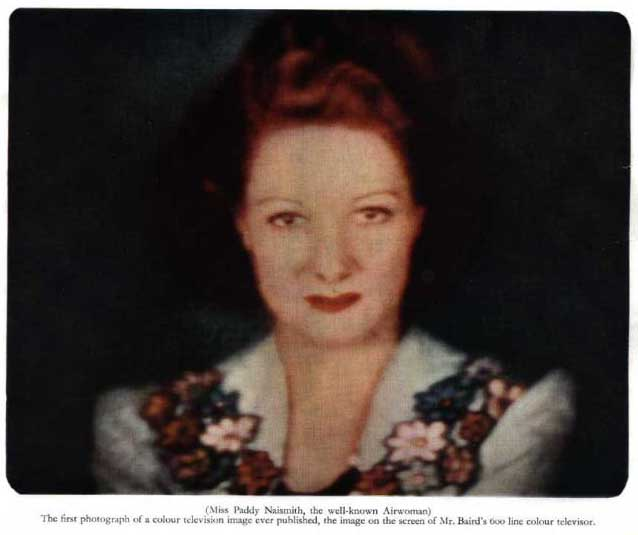
Aquesta imatge en directe de Paddy Naismith es va utilitzar per demostrar el primer sistema de televisió en color totalment electrònic de Baird, que utilitzava dos CRT de projecció. La imatge de dos colors seria similar al sistema Telechrome posterior.

Baird va fer moltes contribucions al camp de la televisió electrònica després que els sistemes mecànics quedessin obsolets. El 1939, va mostrar un sistema conegut avui com a color híbrid mitjançant un tub de raigs catòdics davant del qual girava un disc equipat amb filtres de color, un mètode adoptat per CBS i RCA als Estats Units.
Ja el 1940, Baird havia començat a treballar en un sistema totalment electrònic que va anomenar Telechrome. Els primers dispositius Telechrome utilitzaven dos canons d'electrons dirigits a cada costat d'una placa de fòsfor. El fòsfor estava modelat de manera que els electrons dels canons només caiguessin en un costat del patró o en l'altre. Utilitzant fòsfors cian i magenta, es podria obtenir una imatge raonable de color limitat. També va demostrar el mateix sistema utilitzant senyals monocroms per produir una imatge 3D (anomenada estereoscòpica en aquell moment).

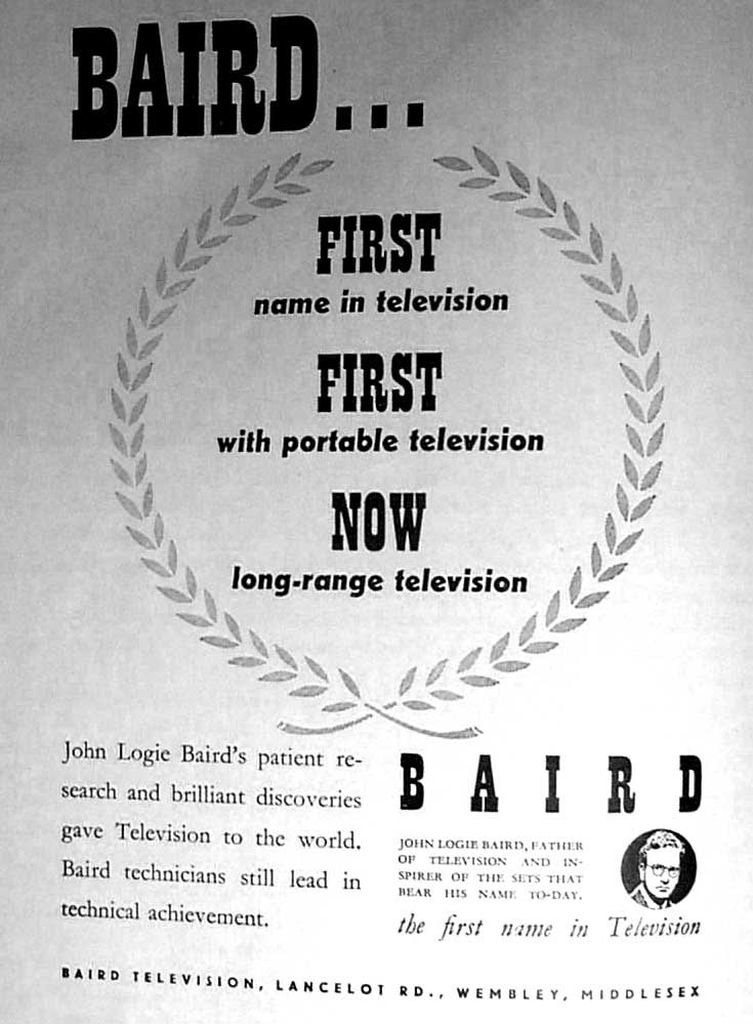
Un anunci de televisió Baird cap al 1949

El 1941, va patentar i va demostrar aquest sistema de televisió tridimensional amb una definició de 500 línies. El 16 d'agost de 1944, va fer la primera demostració del món d'una pràctica pantalla de televisió en color totalment electrònica. El seu sistema de color de 600 línies utilitzava un entrellaçat triple, utilitzant sis escanejos per construir cada imatge. Conceptes similars van ser comuns durant les dècades de 1940 i 50, i es diferencien principalment en la manera com tornaven a combinar els colors generats per les tres armes. Un d'ells, el tub Geer, era similar al concepte de Baird, però utilitzava petites piràmides amb els fòsfors dipositats a les seves cares exteriors, en lloc del model 3D de Baird sobre una superfície plana.
El 1943, el Comitè Hankey va ser nomenat per supervisar la represa de les emissions de televisió després de la guerra. Baird els va convèncer perquè fessin plans per adoptar el seu sistema de color electrònic Telechrome de 1000 línies proposat com a nou estàndard de transmissió de postguerra. La resolució d'imatge d'aquest sistema hauria estat comparable a la HDTV actual (televisió d'alta definició). El pla del Comitè Hankey va perdre tot impuls, en part a causa dels reptes de la reconstrucció de la postguerra. L'estàndard monocrom de 405 línies es va mantenir fins al 1985 en algunes àrees, i el sistema de 625 línies es va introduir el 1964 i (PAL) el color el 1967. El març de 2008 es va informar d'una demostració de televisió tridimensional de pantalla gran per la BBC, més de 60 anys després de la demostració de Baird.

## Altres invents
Alguns dels primers invents de Baird no van tenir un èxit total. Als vint anys va intentar crear diamants escalfant grafit. Més tard, Baird va inventar una navalla de vidre, que era resistent a l'oxidació, però es trencava. Inspirat en pneumàtics, va intentar fabricar sabates pneumàtiques, però el seu prototip contenia globus semiinflats, que van esclatar (anys més tard aquesta mateixa idea es va adoptar amb èxit per a les botes Dr. Martens). També va inventar una calceta tèrmica (la calceta Baird), que va tenir un èxit moderat. Baird va patir els peus freds i, després de diverses proves, va trobar que una capa addicional de cotó dins del mitjó proporcionava calor.
Entre 1926 i 1928, va intentar desenvolupar un primer dispositiu d'enregistrament de vídeo, que va batejar Phonovision. El sistema consistia en un gran disc d'escaneig Nipkow connectat per un enllaç mecànic a un torn de tall de registres. El resultat va ser un disc que podia gravar un senyal de vídeo de 30 línies. Les dificultats tècniques amb el sistema van impedir el seu desenvolupament posterior, però alguns dels discos originals de Phonovision s'han conservat.
Els altres desenvolupaments de Baird van ser en fibra òptica, radiogoniometria, visualització nocturna infraroja i radar. Es discuteix sobre la seva contribució exacta al desenvolupament del radar, perquè els seus projectes de defensa en temps de guerra mai han estat reconeguts oficialment pel govern del Regne Unit. Segons Malcolm Baird, el seu fill, el que se sap és que l'any 1926 Baird va presentar una patent per a un dispositiu que formava imatges a partir d'ones de ràdio reflectides, un dispositiu notablement semblant al radar, i que estava en correspondència amb el govern britànic en aquell moment.. La contribució del radar està en disputa. Segons alguns experts, Noctovision de Baird no és un radar. A diferència del radar (excepte el radar d'ona contínua), Noctovision és incapaç de determinar la distància al subjecte escanejat. Noctovision tampoc no pot determinar les coordenades del subjecte en l'espai tridimensional.

## Llibres relacionats
- Baird, John Logie, Television and Me: The Memoirs of John Logie Baird. Edinburgh: Mercat Press, 2004. ISBN 1-84183-063-1
- Kamm, Antony, and Malcolm Baird, John Logie Baird: A Life. Edinburgh: NMS Publishing, 2002. ISBN 1-901663-76-0
- McArthur, Tom, and Peter Waddell, The Secret Life of John Logie Baird. London: Hutchinson, 1986. ISBN 0-09-158720-4.
- McLean, Donald F., Restoring Baird's Image. The Institute of Electrical Engineers, 2000. ISBN 0-85296-795-0.
- Rowland, John, The Television Man: The Story of John Logie Baird. New York: Roy Publishers, 1967.
- Tiltman, Ronald Frank, Baird of Television. New York: Arno Press, 1974. (Reprint of 1933 ed.) ISBN 0-405-06061-0.